# Peter von Szembek
Peter Graf von Szembek (* 11. April 1845 in Siemianice; † 16. Mai 1896 ebenda) war ein Rittergutsbesitzer und Reichstagsabgeordneter.
Szembek war Rittergutsbesitzer auf Siemianice bei Opatow. Von 1871 bis 1874 war er Mitglied des Deutschen Reichstags für die Polnische Fraktion und für den Wahlkreis Posen 10 (Adelnau-Schildberg).